# Gadougou 1
Pour les articles homonymes, voir Gadougou.
Gadougou 1 est une commune rurale malienne de l'arrondissement central de Sagabari dans le cercle de Sagabari et la région de Kita. Elle a pour chef-lieu la localité de Sagabari.

## Géographie
Sagabari est située sur la route locale L133 (axe Bougarybaya-Sitakota) à 110 km au sud-ouest du chef-lieu régional Kita.
|          | Bougaribaya |            |
| Kokofata | Gadougou 1  | Gadougou 2 |
|          | Koulou      |            |

## Villages
La commune s'étend sur 17 localités relevées lors du recensement général de 2009. 
Les villages les plus peuplés sont :
- Gakouroukoto (4 134 habitants) ;
- Sagabari (4 078 habitants) ;
- Ségouna (3 527 habitants).

La loi 2023-007 attribue à la commune rurale 19 villages  :
- Sagabari
- Balenko
- Farabalé
- Dakamania
- Tagabarisan
- Kountougoun
- Gakouroukoto
- Djiangouging
- Sianfigna
- Fatola
- Sitaoulé
- Doumbaga
- Makankoto
- Linguékoto
- Kamita
- Sénouga
- Kénieto
- Galissindé
- Banidala

## Histoire

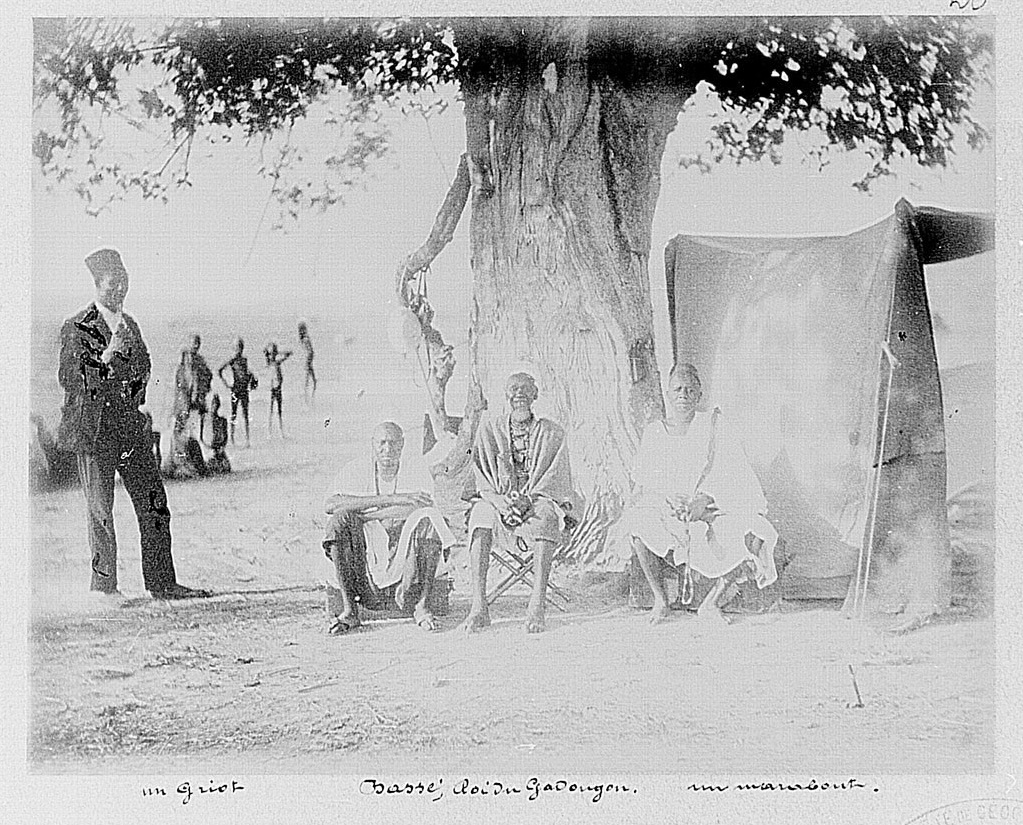
Bassé, Roi du Gadougou (1883)

## Enseignement
Les écoles, centres d'éducation pour le développement, les centres d’alphabétisation, centres d'apprentissage féminins, jardins et garderies d’enfants de la commune de Gadougou 1 relèvent du centre d'animation pédagogique de Sagabari et de l'académie d'enseignement de Kita.